# Hana Housková
Hana Housková (29. dubna 1941 České Budějovice – 15. srpna 1998 Plzeň) byla česká historička, knihovnice, publicistka.

## Život
Hana Housková se narodila 29. dubna 1941 v Českých Budějovicích. Po absolvování Filozofické fakulty Univerzity Karlovy v roce 1963 učila rok na Střední všeobecně vzdělávací škole v Třeboni. V roce 1964 nastoupila do oddělení moderních dějin Jihočeského muzea v Českých Budějovicích. Vstoupila do Historického klubu založeného v muzeu v roce 1959 ředitelem Karlem Pletzerem a ujala se vedení sekce Mladých historiků. Od roku 1965 byla členkou Židovské obce v Praze. V roce 1970 byla z muzea, stejně jako ředitel Karel Pletzer, z politických důvodů propuštěna se zákazem publikování. Jiřinou Houdkovou, ředitelkou Státní vědecké knihovny (dnes Jihočeská vědecká knihovna), byla přijata téhož roku do regionálního oddělení knihovny. Zde se podílela společně se zaměstnanci knihovny – Karlem Pletzerem, Lumírem Váchou, Milošem Welserem a externími spolupracovníky na přípravě rozsáhlé literárně historické výstavy Písemnictví v jižních Čechách. Ta byla otevřena v letech 1979–2001 v klášteře ve Zlaté Koruně. Byla Češkou židovského vyznání. V roce 1981 začala pracovat v publikačním oddělení Rady Židovské náboženské obce v Praze, kde působila do roku 1987. O životě a utrpení Židů přednášela a pořádala výstavy. Zemřela po těžké nemoci v Plzni 15. srpna 1998.

### Redakční a publikační činnost
Jako historička, publicistka a literární kritička mohla v letech 1970–1988 publikovat pouze v židovských periodikách. Byla redaktorkou Židovské ročenky a Věstníku Rady Židovské náboženské obce, později přispívala do Jihočeského sborníku historického, Tvaru a dalších periodik. Významné jsou její práce po roce 1989, například Česlicí času: Život a dílo Karla Fleischmanna (1998), cyklus Múzy v morovém městě věnovaný portrétům umělců vězněných v Terezíně (1995) nebo studie Svědectví dopisů (1995) věnovaná problematice německožidovské literatury v Čechách. Byla editorkou Českožidovského almanachu, vydaného v roce 1994 na paměť českých obětí holokaustu.

### Ocenění
2001 – Čestný člen Historického klubu Jihočeského muzea v Českých Budějovicích – Hana Housková (in memoriam)

## Dílo (výběr)
- Galský, Desider, ed. a HOUSKOVÁ, Hana, ed. Židovská ročenka 5744: 1983-1984. Praha: Ústřední církevní nakladatelství, 1982. 144 stran.
- Galský, Desider, ed. a HOUSKOVÁ, Hana, ed. Židovská ročenka 5745: 1984-1985. Praha: Ústřední církevní nakladatelství, 1983. 133 stran.
- Galský, Desider, ed., HOUSKOVÁ, Hana, ed. a Ornest, Ota, ed. Židovská ročenka 5746: 1985-1986. Praha: Ústřední církevní nakladatelství, 1984. 143 stran.
- Galský, Desider, ed. a HOUSKOVÁ, Hana, ed. Židovská ročenka 5748: 1987-1988. V Praze: [Federace židovských obcí v České republice], [1988]. 159 s.
- Pletzer, Karel, HOUSKOVÁ,Hana: Biskup Jan Valerian Jirsík 1798-1883: Soupis literární činnosti a literatury o něm. České Budějovice: Státní vědecká knihovna, 1993. 28 s.
- HOUSKOVÁ, Hana. Aby člověk všude viděl to nejkrásnější: (k jubileu malíře Alfréda Justitze). In: Výběr. V Českých Budějovicích : Jihočeské muzeum, 1994, 31(4), s. 276-281.
- HOUSKOVÁ, Hana. Budoucím věkům na svědectví: Husova svatá úcta před pravdou a jeho vlastenectví bez národní zášti. In: Českobudějovické listy. České Budějovice : Vydavatelství Vltava, 1992, 4(154), s. 5.
- HOUSKOVÁ, Hana. Klece dní, průsečíky světla a stínu. In: Českobudějovické listy. České Budějovice : Vydavatelství Vltava, 1993, 2(237), s. 6.
- HOUSKOVÁ, Hana, ed. Českožidovský almanach 5755 (1994/1995). 1. vyd. Praha: Apeiron, 1994. 182 s. ISBN 80-900703-4-5
- HOUSKOVÁ, Hana: Z kouzelného soudku. In: Labyrint revue. Roč. 5, č. 8 (1995), s. 14-15. ISSN 1210-6887
- HOUSKOVÁ, Hana: Múzy v morovém městě (7.). In: Labyrint revue. Roč. 5. č. 7 (1995)
- HOUSKOVÁ, Hana. Svědectví dopisů: k problematice německožidovské literatury z Čech. [S.l.: s.n., 1995]. 32 s.
- HOUSKOVÁ, Hana. Realistický naivista. In: Jihočeský sborník historický. Tábor : Jihočeská společnost pro zachování husitských památek v Táboře,1998, 66-67
- HOUSKOVÁ, Hana. Česlicí času: život a dílo Karla Fleischmanna. [Olomouc]: Votobia, 1998. 145 stran. ISBN 80-7198-306-3